# Dora’s Big River Adventure
Dora’s Big River Adventure ist eine Wildwasserbahn im Movie Park Germany. Die Anlage des italienischen Herstellers Preston und Barbieri wurde 2008 als Erweiterung des Nicklands errichtet. Thematisch ist die Attraktion an die Kinderserie Dora des Senders Nickelodeon angelehnt, mit dem eine Kooperation seitens des Movie Parks besteht. Der Streckenverlauf des Fahrgeschäfts ist teilweise in einem rosafarbenen, künstlichen Gebirge untergebracht, das über einen Wasserfall verfügt.

## Fahrtverlauf
Nach Verlassen der Station steuert das Boot zunächst in das Gebirge hinein, um im Inneren eine 180°-Rechtskurve zu durchfahren. Die Innenwände des Bergmassivs sind punktuell von Lasern angestrahlt. Anschließend wird das Boot von einem Förderband wieder aus dem Berg gezogen und auf eine Höhe von 6 m gebracht, um dann die erste der beiden Abfahrten hinunterzufahren. Am Fuße der Schussfahrt durchfährt das Boot eine kleine, mit Sprühnebel gefüllte Höhle. Nun lenkt das Boot in eine 180°-Linkskurve ein und fährt dann auf den zweiten Transportlift zu. Auf ihm legt es eine Höhendifferenz von 13 m zurück. Oben angekommen, startet es eine Gravitationsfahrt auf seinen vier Laufrädern durch eine weitere 180°-Linkskurve, um anschließend die zweite und letzte Abfahrt hinunterzufahren. Beim Bremsen, welches durch das Wasser geschieht, wird Wasser aus Düsen mehrere Meter hochgesprüht und trifft dann, je nach Wetterlage, auch die Zuschauer des Fahrgeschäfts. Es folgt die Rückfahrt zum Stationsbereich.